# Kenner
Kenner är en stad (city) i Jefferson Parish i delstaten Louisiana i USA. Staden hade 66 448 invånare, på en yta av 39,14 km² (2020). Kenner är en västlig förstad till New Orleans.